# Lourens Wals
Lourens Wals, belgijski mineralog, * 1939.
Po njem so leta 1988 poimenovali mineral lourenswalsit.